# 玉山健太
玉山 健太（たまやま けんた、1982年12月24日 - ）は、山梨県出身の元プロ野球選手（投手、右投左打）。現在は広島東洋カープのスコアラーを務めている。

## 来歴・人物
山梨学院大付高では3年時に第82回全国高等学校野球選手権大会に4番として出場も、1回戦敗退。同高野球部には2学年先輩に森田丈武、1学年先輩に苫米地鉄人、1学年後輩に大島崇行、2学年後輩に松本哲也がおり、苫米地と大島はプロでもチームメイトとなった。
2000年のドラフト3位で広島東洋カープに投手として入団。2004年に一軍に初昇格しプロ初勝利を収めている。しかしその後は故障で真価を発揮できなかった。
2006年に戦力外通告を受け現役を引退。引退後も引き続き広島に残って2007年から2013年まで打撃投手を務め、2014年にスコアラーに転身した。

## 詳細情報

### 年度別投手成績
| 年 度     | 球 団     | 登 板 | 先 発 | 完 投 | 完 封 | 無 四 球 | 勝 利 | 敗 戦 | セ 丨 ブ | ホ 丨 ル ド | 勝 率 | 打 者 | 投 球 回 | 被 安 打 | 被 本 塁 打 | 与 四 球 | 敬 遠 | 与 死 球 | 奪 三 振 | 暴 投 | ボ 丨 ク | 失 点 | 自 責 点 | 防 御 率 | W H I P |
| --------- | --------- | ----- | ----- | ----- | ----- | -------- | ----- | ----- | -------- | ----------- | ----- | ----- | -------- | -------- | ----------- | -------- | ----- | -------- | -------- | ----- | -------- | ----- | -------- | -------- | ------- |
| 2004      | 広島      | 6     | 2     | 0     | 0     | 0        | 1     | 0     | 0        | --          | 1.000 | 78    | 18.0     | 17       | 6           | 9        | 0     | 0        | 12       | 3     | 0        | 10    | 10       | 5.00     | 1.44    |
| 2005      | 広島      | 1     | 0     | 0     | 0     | 0        | 0     | 0     | 0        | 0           | ----  | 12    | 1.2      | 5        | 0           | 2        | 0     | 0        | 1        | 0     | 0        | 2     | 2        | 10.80    | 4.20    |
| 通算：2年 | 通算：2年 | 7     | 2     | 0     | 0     | 0        | 1     | 0     | 0        | 0           | 1.000 | 90    | 19.2     | 22       | 6           | 11       | 0     | 0        | 13       | 3     | 0        | 12    | 12       | 5.49     | 1.68    |

### 記録
投手記録
- 初登板・初先発：2004年4月25日、対横浜ベイスターズ6回戦（横浜スタジアム）、5回2失点
- 初奪三振：同上、1回裏に多村仁から空振り三振
- 初勝利・初先発勝利：2004年6月3日、対横浜ベイスターズ11回戦（尾道しまなみ球場）、5回2失点

打撃記録
- 初打席・初安打・初打点：2004年4月25日、対横浜ベイスターズ6回戦（横浜スタジアム）、2回表に吉見祐治から中前適時打

### 背番号
- 52 （2001年 - 2006年）
- 106 （2007年 - 2013年）